# 東亞長小蠹
東亞長小蠹（学名：Platypus koryoensis）为長小蠹蟲科長小蠹屬下的一个种。